# سرود شادی

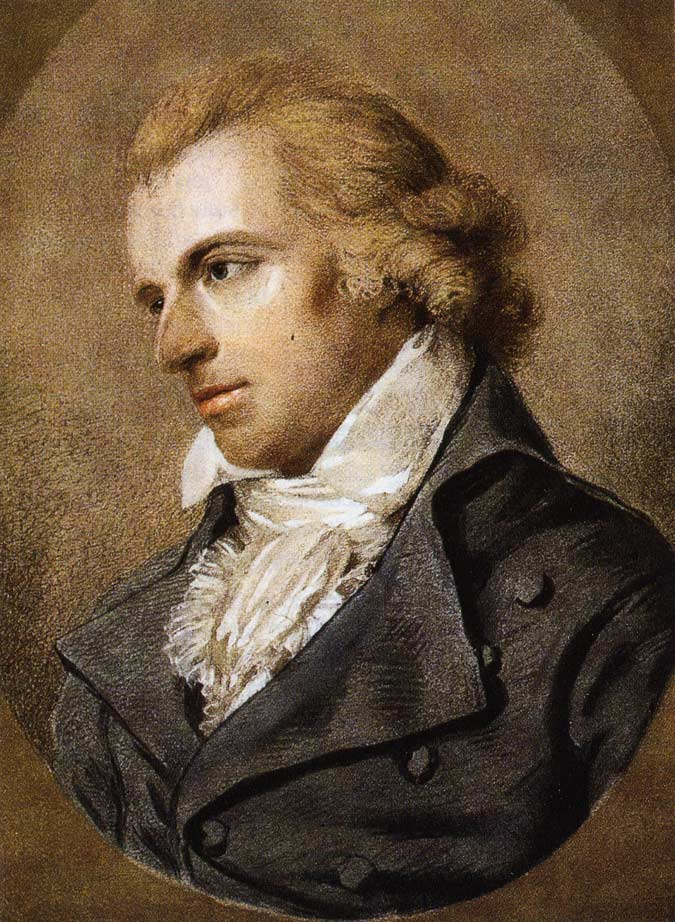
فریدریش شیلر این قطعه‌شعر را در سال ۱۷۸۵ سرود.

سرود شادی (به آلمانی: Ode an die Freude) نام قطعه‌شعری موسیقایی است از فریدریش شیلر، شاعر آلمانی.
شهرت این قطعه‌شعر بیشتر به این دلیل است که لودویگ فان بتهوون در سال ۱۸۲۳ قطعه (موومان) پایانیِ سمفونی شماره نهم خود را از آن الهام گرفت و بدین نام نامید. در سال ۱۹۷۵ شورای اروپا، و در سال ۱۹۸۵ اتحادیهٔ اروپا آن را به‌عنوان سرود رسمی خود برگزیدند.
اصل این سرود در سمفونی ۹ بتهوون به آلمانی است، اما به زبان‌های دیگر نیز ترجمه شده‌است.
نسخهٔ این سرود به فارسی:

ای انسان‌ها، در زندگی باشید با هم مهربان
کنید با هم برابری در هر کیش و هر زبان  
ای انسان‌ها گِردِ هم آیید، نغمه سرایید در برِ هم 
با دست یگانگی بیفکنید دیوِ غم 
با نیروی عزم و اراده باشید آماده بهر فردا 
سرود زندگانی را خوانید با هم یک‌صدا 

## سرود شیلر
شیلر این شعر را در ستایش برادری و اتحاد نوع بشر سرود. آغاز ترانه بدین صورت است:
| ترجمهٔ‎.....فارسی            |  | متن‎.....آلمانی               |
| شادی، ای زیبا اخگرِ خدایان، |  | Freude, schöner Götterfunken |
| ای دُختِ الوسیوم             |  | Tochter aus Elysium          |
| مست آتش تو وارد می‌شویم     |  | Wir betreten feuertrunken    |
| به حریم قدسی‌ات.            |  | Himmlische, dein Heiligthum  |

## سمفونی نهم بتهوون

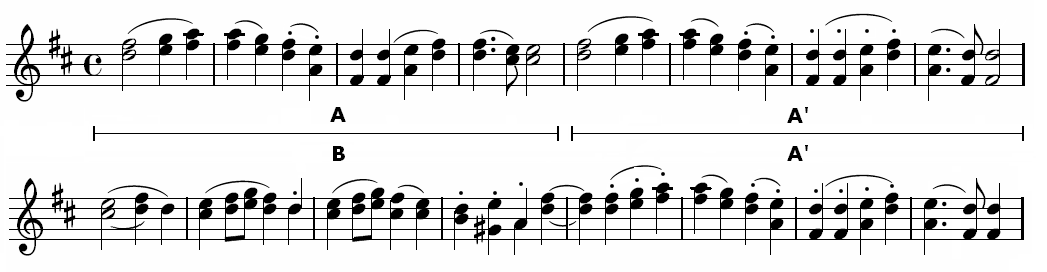
نُت‌های ترانه

## فهرست گزیدهٔ منابع
1. ↑  G. Grove, Beethoven and His Nine Symphonies, p. 321
2. ↑  صفحهٔ رسمی سرود اتحادیهٔ اروپا - امکان گوش دادن به آهنگ در این صفحه هست.

- Grove, George (2004), Beethoven and His Nine Symphonies (به انگلیسی), Kessinger Publishing